# Liste der Stolpersteine in Gartz (Oder)

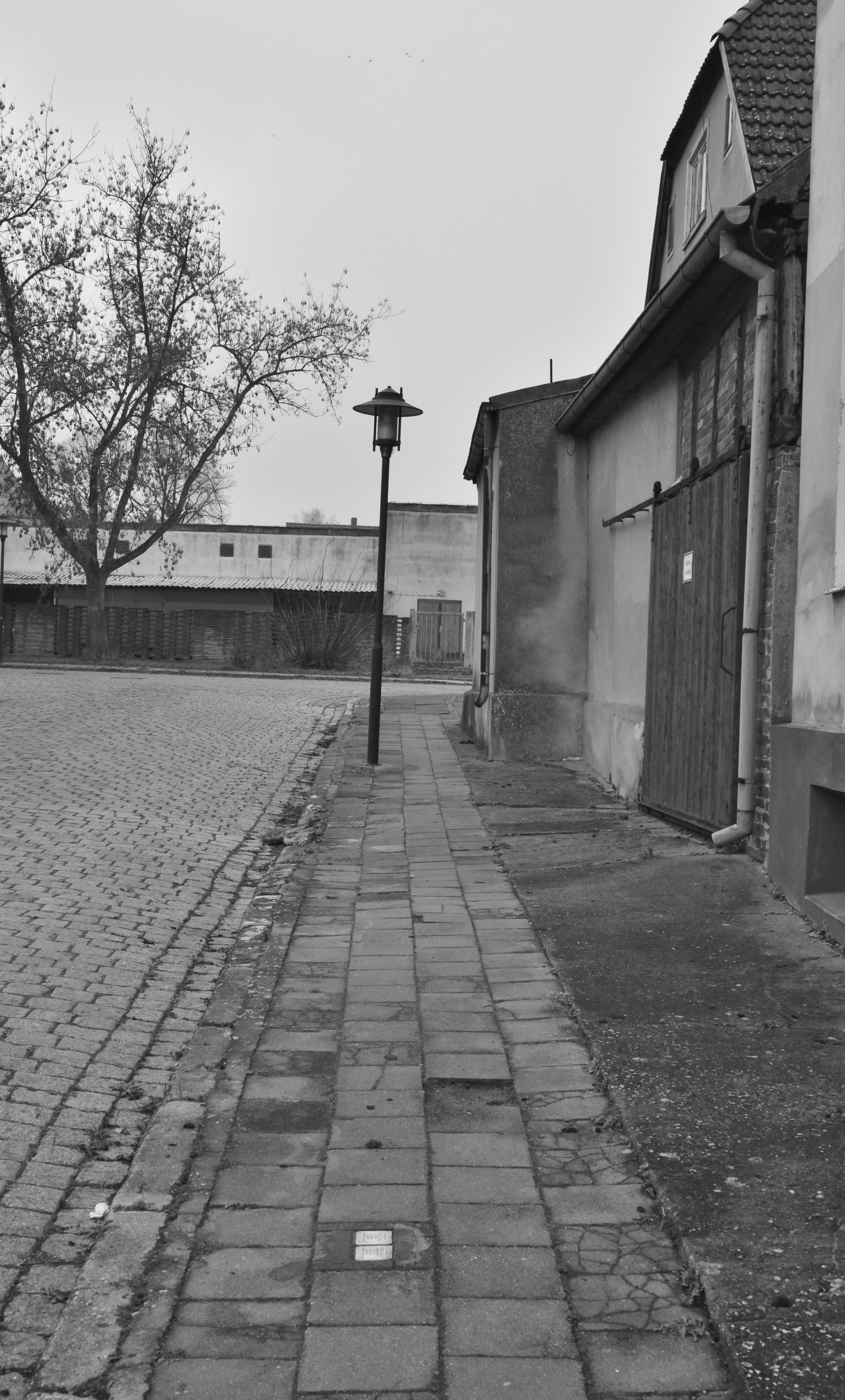
Stolpersteine in Gartz (Oder)

Die Liste der Stolpersteine in Gartz (Oder) enthält die Stolpersteine, die in der brandenburgischen Landstadt Gartz (Oder) verlegt worden sind. Stolpersteine erinnern an das Schicksal der Menschen, die von den Nationalsozialisten ermordet, deportiert, vertrieben oder in den Suizid getrieben wurden. Die Stolpersteine wurden von Gunter Demnig konzipiert und verlegt. Sie liegen im Regelfall vor dem letzten selbstgewählten Wohnsitz des Opfers.
Die ersten, bislang einzigen Verlegungen in Gartz (Oder) fanden am 8. August 2011 statt. Gunter Demnig nahm die Verlegungen persönlich vor.

## Juden in Gartz
Michael Knöfel erforschte das Schicksal der Juden von Gartz im Dritten Reich. Er fand heraus, dass 28 in Gartz geborene Bürger jüdischen Glaubens von den Nazis ermordet wurden. Der aus Gartz stammende Hans-Dieter Schierhorn, der damals in Hessen lebte, ermöglichte mit einer großzügigen Spende, die einen Großteil der Kosten abdeckte, die Verlegung der ersten fünf Stolpersteine.
Zum Zeitpunkt der Verlegung gab es noch Verwandte der Familien Moses und Isaak, die in Brasilien lebten.

## Verlegte Stolpersteine
In Gartz (Oder) wurden fünf Stolpersteine an zwei Adressen verlegt.
| Stolperstein | Inschrift                                                                                   | Verlegeort                  | Name, Leben |
| ------------ | ------------------------------------------------------------------------------------------- | --------------------------- | --- |
|              | HIER WOHNTE GEORG MOSES JG. 1885 DEPORTIERT 1942 AUSCHWITZ ERMORDET 23.1.1943               | gegenüber Pommernstraße 174 | Georg Moses wurde 1885 geboren. Er heiratet Hertha. Das Paar hatte einen Sohn, Gerd. Die Familie wohnte einst gegenüber dem heutigen Bäckerladen. Das Haus, in dem sie wohnten, besteht nicht mehr. Die Familie wurde 1942 nach Auschwitz deportiert und am 23. Januar 1943 dort ermordet. |
|              | HIER WOHNTE GERD JOACHIM MOSES JG. 1935 DEPORTIERT 1942 AUSCHWITZ ERMORDET 23.1.1943        | gegenüber Pommernstraße 174 | Gerd Joachim Moses wurde 1935 als Sohn von Georg Moses und dessen Ehefrau Hertha geboren. |
|              | HIER WOHNTE HERTHA MOSES GEB. RUSCHIN JG. 1897 DEPORTIERT 1942 AUSCHWITZ ERMORDET 23.1.1943 | gegenüber Pommernstraße 174 | Hertha Moses geb. Ruschin |
|              | HIER WOHNTE ALFRED ISAAC JG. 1880 DEPORTIERT AUSCHWITZ ERMORDET 26.2.1943                   | Brückenstraße 301           | Alfred Isaak und Frieda Isaak wurden am 26. Februar 1943 in Auschwitz ermordet. |
|              | HIER WOHNTE FRIEDA ISAAC GEB. HEYMAMN JG. 1891 DEPORTIERT AUSCHWITZ ERMORDET 26.2.1943      | Brückenstraße 301           | Frieda Isaak geb. Heymann |